# Famille Michon
La famille Michon, originaire de Bourgogne, compte plusieurs personnalités, notamment dans le domaine médical mais elle est également représentée à Paris dans la justice, l'administration de l'état et les grandes écoles. Elle compte en son sein des prélats, des officiers supérieurs et des académiciens.

## Origine
À partir du milieu du dix-septième siècle, quatre générations de médecins ou chirurgiens se succèdent à Montcenis et environs, jusqu'à Louis-Marie Michon. Celui-ci devient chirurgien lui aussi mais s'établit à Paris et est l'origine d'une très nombreuse descendance.

## Principales personnalités
Par ordre chronologique :
- Louis-Marie Michon (1802-1866), chirurgien des Hôpitaux de Paris, membre de l'Académie de médecine, cofondateur puis président de la Société de chirurgie devenue l'Académie de chirurgie ;
- Joseph Michon (1836-1904), médecin, préfet, fils de Louis-Marie ;
- Louis Michon (1864-1951), juriste, fils de Joseph ;
- Étienne Michon (1865-1939), historien de l'art, conservateur, professeur à l'École du Louvre, membre de l'Académie des inscriptions et belles-lettres, fils de Joseph ;
- Édouard Michon  (1868-1954), chirurgien, urologue, président de l'Académie de Chirurgie, neveu de Joseph ;
- Louis Michon (1892-1973), chirurgien, urologue, président de l'Académie de chirurgie, petit-fils de Joseph ;
- Hubert Michon (1927-2004), médecin, prêtre, archevêque de Rabat, neveu de Louis ;
- Cyrille Michon (né en 1963), philosophe, professeur à l'université de Nantes, petit-fils de Louis.